# BuddyTV
BuddyTV é um sítio baseado em entretenimento dos Estados Unidos com sede em Seattle, Washington, e que gera conteúdo de programas de  televisão e eventos esportivos. O site publica informações sobre celebridades e notícias de entretenimento relacionados através de uma série de artigos de entretenimento, perfis, biografias ator e fóruns de usuários.